# Khowai (distrikt)
Khowai (bengalsk: খোয়াই জেলা) er et distrikt i den indiske delstat Tripura. Distriktets hovedstad er Khowai.
Dette distrikt blev oprettet den 21. januar 2012, da fire nye distrikter blev skabt i Tripura, antallet af distrikter i staten gik fire til otte.